# Омелюх східноазійський
Омелю́х східноазійський (Bombycilla japonica) — вид горобцеподібних птахів родини омелюхових (Bombycillidae).

## Поширення
Вид поширений на Далекому Сході Росії та у китайській провінції Хейлунцзян. На зимівлю мігрує до Кореї, Японії та у Східний Китай.

## Опис
Вид є дрібнішим від омелюха звичайного, завдовжки до 16 см. Від останнього відрізняється червоними вершинами кермових пір'їн і червоним кольором на крилах.

## Спосіб життя
Мешкає у хвойних лісах. Живиться ягодами, фруктами, насінням. Влітку значну частину раціону складають комахи.

### Розмноження
Сезон розмноження починається наприкінці зими. Самиця будує невелике гніздо з моху і трави, яке розташовується на тонких зовнішніх гілках високих дерев. У кладці 2-7 сіро-блакитних яйця. Інкубація триває 12-16 днів. Виводковий період триває 16-25 днів, обидва батьки беруть участь у вигодовуванні пташенят.